# Zeno (voornaam)
Zeno of Zenon (Oudgrieks Ζήνων) is een Griekse jongensnaam, en betekent "geschenk van Zeus", naar de Griekse oppergod Zeus.

## Bekende personen
- Zenon, privésecretaris van Apollonius
- Zeno van Athene, auteur van een retoriekleerwerk
- Zeno van Caunus, liet ons een rijke correspondentie na
- Zeno van Citium, stichter van de Stoa
- Zeno Colò, Italiaans alpineskiër
- Zeno van Elea, beroemd filosoof
- Zeno van Rhodos, politicus en historicus
- Zeno van Sidon, laat-epicuristisch filosoof
- Zeno van Tarsus, stoïcijns filosoof
- Zeno van Byzantium, een Byzantijns keizer (474-492) (met onderbrekingen)
- Zeno van Verona, Italiaanse heilige in de 14de eeuw